# BMW M20
| M20                            | M20                                                                                     |
| ------------------------------ | --------------------------------------------------------------------------------------- |
|                                |                                                                                         |
| Виробник:                      | BMW                                                                                     |
| Марка:                         | M20                                                                                     |
| Тип:                           | L6                                                                                      |
| Робочий об'єм:                 | 2.0 л (1,991 куб.см) 2.3 л (2,316 куб.см) 2.5 л (2,494 куб.см) 2.7 л (2,693 куб.см) см3 |
| Максимальна потужність:        | 121–169 к.с. к.с. (90–126 кВт кВт )                                                     |
| Максимальний обертовий момент: | 163–240 Н⋅м (120–177 фунт⋅фут) Н·м                                                      |
| Конфігурація:                  | L                                                                                       |
| Циліндрів:                     | 6                                                                                       |
| Клапанів:                      | 12                                                                                      |
| Хід поршня:                    | 66 мм (3.11 дюйма) 75 мм (3.35 дюйма) 76.8 мм (3.02 дюйма) 81 мм (3.19 дюйма) мм        |
| Діаметр циліндра:              | 80 мм (3.1 дюйма) 84 мм (3.31 дюйма) мм                                                 |
| Система живлення:              | Пряме впорскування                                                                      |
| Охолодження:                   | рідинне охолодження                                                                     |
| Газорозподільний механізм:     | SOHC                                                                                    |
| Матеріал ГБЦ:                  | Алюміній                                                                                |
| Тактність (число тактів):      | 4                                                                                       |
| Червона зона:                  | 6500 об/хв                                                                              |
| Рекомендоване паливо:          | Бензин                                                                                  |

BMW M20 — рядний шестициліндровий бензиновий двигун з одним розподільним валом SOHC, який випускався з 1977 по 1993 рік. Був представлений через вісім років після більшого рядного шестициліндрового двигуна BMW M30, який залишався у виробництві разом з M20.
Першими автомобілями, які використовували M20, були E12 5 серії та E21 3 серії. Початкова модель M20 мала робочий об'єм 2,0 л (122 куб. дюймів), а пізні версії мають робочий об’єм до 2,7 л (165 куб. дюймів).
M20 почали поступово виводити з виробництва після появи двигуна M50 у 1990 році. Останні двигуни M20 були встановлені на E30 3 серії універсал і кабріолет, виготовлених у квітні 1993 року.
M20 був основою для дизельного двигуна BMW M21. Також незначно пов’язаний з бензиновим двигуном BMW M70 V12.

## Історія
До 1970-х років BMW відчула потребу в шестициліндровому двигуні, меншому за BMW M30, для використання в 3-й та 5-й серіях. Отриманий M20 мав робочий об'єм 2,0 л (122 куб. дюймів), найменший рядний шестициліндровий двигун BMW свого часу. BMW представила двигун M20 на IAA 1977 року як 90 кіловатний 2,0-літровий двигун з карбюратором Solex 4A1, а також 105 сильний 2,3-літровий двигун K-Jetronic з багатоточковим упорскуванням. Пізні версії мали робочий об'єм до 2,7 л (165 куб. дюймів). M20 використовувався в E12 5 серії, E21 3 серії, E28 5 серії, E30 3 серії та E34 5 серії.
Ранні версії M20 іноді називали «M60» хоча з тих пір позначення M60 повторно використовувалося для двигуна V8, що випускався з 1992 по 1996 рік.

## Дизайн
Як і M30, M20 має залізний блок, алюмінієву головку та газорозподільний механізм SOHC з 2 клапанами на циліндр. Має традиційну конструкцію коромисел і не має гідравлічних штовхачів. Основні відмінності від M30:
- Ремінь ГРМ, а не ланцюг ГРМ[11]
- Відстань між отворами 91 мм (3,6 дюйма), а не 100 мм (3,9 дюйма)[12]
- Кут нахилу 20 градусів у порівнянні з 30 градусами для M30[13]

|                              |
| Двигун М20 - сторона вихлопу |

|                             |
| Двигун M20 - сторона впуску |

|                  |
| Блок двигуна М20 |

## Моделі
| Версія | Об‘єм       | Потужність                                 | Крутний момент                        | Роки           |
| ------ | ----------- | ------------------------------------------ | ------------------------------------- | -------------- |
| M20B20 | 1991 куб.см | 90 кВт (122 PS; 121 к. с.) на 6000 об/хв   | 163 Н⋅м (120 фунт⋅фут) на 4000 об/хв  | 1977-1982 роки |
| M20B20 | 1991 куб.см | 92 кВт (123 к. с.) на 5800 об/хв           | 170 Н⋅м (125 фунт⋅фут) при 4000 об/хв | 1982-1984 роки |
| M20B20 | 1991 куб.см | 92 кВт (123 к. с.) на 5800 об/хв           | 174 Н⋅м (128 фунт⋅фут) при 4000 об/хв | 1984-1987 роки |
| M20B20 | 1991 куб.см | 95 кВт (127 к. с.) при 6000 об/хв          | 164 Н⋅м (121 фунт⋅фут) при 4300 об/хв | 1986-1992 роки |
| M20B23 | 2316 куб.см | 105 кВт (143 PS; 141 к. с.) при 5300 об/хв | 190 Н⋅м (140 фунт⋅фут) при 4500 об/хв | 1977-1982 роки |
| M20B23 | 2316 куб.см | 102 кВт (137 к. с.) при 5300 об/хв         | 205 Н⋅м (151 фунт⋅фут) при 4000 об/хв | 1982-1983 роки |
| M20B23 | 2316 куб.см | 110 кВт (148 к. с.) при 6000 об/хв         | 205 Н⋅м (151 фунт⋅фут) при 4000 об/хв | 1983-1987 роки |
| M20B25 | 2494 куб.см | 126 кВт (169 к. с.) при 5800 об/хв         | 226 Н⋅м (167 фунт⋅фут) при 4000 об/хв | 1985-1990 роки |
| M20B25 | 2494 куб.см | 125 кВт (168 к. с.) при 5800 об/хв         | 226 Н⋅м (167 фунт⋅фут) при 4300 об/хв | 1987-1992 роки |
| M20B27 | 2693 куб.см | 92 кВт (123 к. с.) при 4250 об/хв          | 240 Н⋅м (177 фунт⋅фут) при 3250 об/хв | 1982-1985 роки |
| M20B27 | 2693 куб.см | 90 кВт (121 к. с.) при 4250 об/хв          | 230 Н⋅м (170 фунт⋅фут) при 3250 об/хв | 1985-1987 роки |
| M20B27 | 2693 куб.см | 95 кВт (127 к. с.) при 4250 об/хв          | 240 Н⋅м (177 фунт⋅фут) при 3250 об/хв | 1985-1988 роки |

### M20B20

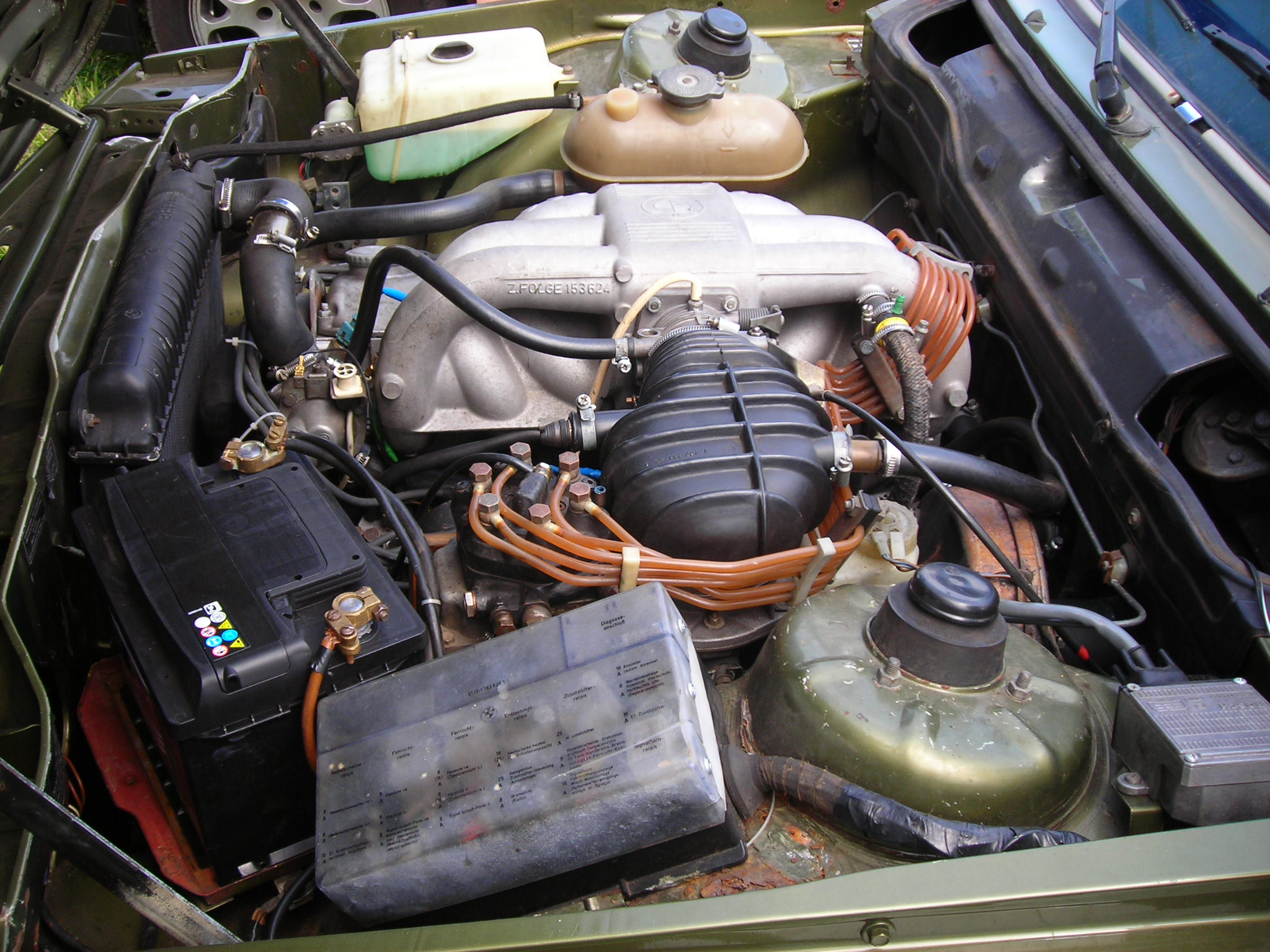
Ранній двигун M20 з K-Jetronic

Першими моделями, які використовували M20, були E12 520/6 і E21 320/6, які використовували 1 991 см3 (121 дюйм3) версія, відома як M20B20VE або M60/2 . Цей двигун використовує діаметр циліндра 80 мм (3,15 дюйма) і хід 66 мм (2,60 дюйма).  В M20B20VE використовувався чотирьохствольний карбюратор Solex 4A1 ("VE" означає vergaser - "карбюратор" німецькою мовою), має ступінь стиснення 9,2:1 і червону зону на рівні 6400 об/хв.
M20 вперше отримав систему впорскування палива в 1981 році, з Bosch K-Jetronic та видавав потужність в 92 кВт (123 к.с.) версія мала назву M20B20KE. Ступінь стиснення підняли до 9,9:1.
У вересні 1982 року (що збіглося з випуском E30 3 Series), систему вприскування палива було оновлено до LE-Jetronic із червоною зоною в 6200 об/хв. Інші оновлення включали більший порт (відомий як "731") головку блоку циліндрів, легший блок і нові колектори. Позначення "M60" було вилучено, і ця версія була відома як M20B20LE.
У 1987 році M20B20 було знову переглянуто з додаванням системи керування двигуном Bosch Motronic, каталітичного нейтралізатора та ступеня стиснення 8,8:1.
M20B20 не продавався в Північній Америці.
Застосування:
- 1977 – 1981 E12 5 серії 520/6 (карбюратор)
- 1977 – 1982 E21 3 серії 320/6 (карбюратор)
- 1981 – 1982 E28 5 Series 520i (K-Jetronic)[25]
- 1982 – 1984 E28 5 серії 520i ( L-Jetronic )[26]
- 1982 – 1984 E30 3 серії 320i (L-Jetronic)
- 1984 – 1987 E28 5 серії 520i (LE-Jetronic)[27]
- 1984 – 1987 E30 3 серії 320i (LE-Jetronic)
- 1986 – 1987 E28 5 серії 520i (Motronic)[28]
- 1987 – 1992 E30 3 серії 320i (Motronic)
- 1988 – 1990 E34 5 серії 520i (Motronic)
- 1989 – 1992 Bertone Freeclimber (Freeclimber I)

### M20B23
У березні 1978 року (через шість місяців після випуску M20) була представлена версія з упорскуванням палива та більшого об’єму, відома як M20B23KE (або M60/5). Ця версія використовує ту саму головку (відому як «200») і блок, що мав 2.0 літрова версію, але довший хід кривошипа 76,8 мм (3,02 дюйма). Діаметр циліндра 80 мм (3,15 дюйма) і має об‘єм 2 316 куб.см (2,3 л). Уприскування палива K-Jetronic, ступінь стиснення 9,5:1, вихідна потужність 105 кВт (143 к.с.; 141 к.с.)
Версія 1982 року використовувала LE-Jetronic, головку блоку циліндрів 731, ступінь стиснення 9,8:1 та інші оновлення відповідно до 2.0 літровий варіант. Ця версія називається M20B23LE і має вихідну потужність 102 кВт (137 к.с.).
У вересні 1983 року M20B23LE уприскування палива, вихлоп і розподільний вал були модернізовані, а потужність збільшена до 110 кВт (148 к.с.) із червоною зоною в 6500 об/хв. Версія на 102 кВт (137 к.с.) продовжувала бути доступною на певних ринках із суворими нормами щодо викидів (наприклад, у Швейцарії), доки її не замінив 325i.
Версії M20B23 не продавалися в Північній Америці.
Застосування:
- 1977 – 1982 E21 3 серії 323i (K-Jetronic)[30]
- 1982 – 1984 E30 3 серії 323i (L-Jetronic)
- 1984 – 1987 E30 3 серії 323i (LE-Jetronic)

### M20B25
У 1985 році M20B25 замінив M20B23. M20B25 мав об‘єм 2494 куб.см (152,2 куб. дюймів) і спочатку виробляв потужнічть 126 кВт (169 к.с.) (без каталітичного нейтралізатора). Мав оновлену головку блоку циліндрів (відому як "885"), діаметр отвору 84 мм (3,31 дюйма), хід 75 мм (2,95 дюйма), ступінь стиснення 9,4:1, червона зона на відмітці 6500 об/хв та використовав систему керування двигуном Bosch Motronic 1.1.
У 1987 році була представлена каталізована модель з системою управління двигуном Motronic 1.3. Ступінь стиснення було зменшено до 8,8:1, але завдяки більш досконалій електроніці потужність залишилася майже на рівні 125 кВт (168 к.с.). Двигун без каталізатора залишався у виробництві для Південної Європи та інших ринків, де неетилований бензин регулярно був недоступний.
Застосування:
- 1985 – 1993 E30 3 серії 325i
- 1989 – 1990 E34 5 серії 525i
- 1988 – 1991 Z1

### M20B27
M20B27 був розроблений для ефективності (тому e означає грецьку літеру eta в 325e) і крутного моменту на низьких обертах. Це незвичайна стратегія дизайну рядного шестициліндрового двигуна BMW, який зазвичай розрахований на потужність на високих обертах. У порівнянні з M20B25 хід поршня збільшено з від 75 до 81 мм (від 2,95 до 3,19 дюйма), в результаті чого об‘єм становить 2693 куб.см (164,3 куб. дюймів). Оскільки багато ринків оподатковують автомобілі на основі об’єму двигуна, більший об’єм eta означав, що він не підходить для всіх ринків. Він був спеціально розроблений з урахуванням американського ринку. У M20B25 діаметр циліндра був 84 мм (3,31 дюйма). Щоб зменшити тертя та підвищити ефективність, зміни M20B27 включають використання версії головки «200» (з меншими портами), іншого розподільного вала, чотирьох шийок розподільного вала та м’якших пружин клапанів. Завдяки цим змінам обмеження обертів на M20B27 було знижено до 4800 об/хв. Початкова версія під назвою M20B27ME виробляє 92 кВт (123 к.с.) і 240 Н·м (177 фунтів·фут) при 3250 об/хв для моделей без каталітичного нейтралізатора. Моделі з каталітичним нейтралізатором видавали 90 кВт (121 к.с.) і 230 Н·м (170 фунтів·фут) .
У Сполучених Штатах корпоративна середня економія палива BMW ризикувала не відповідати вимогам до 1984 року, головним чином через зростання продажів більших і дорогих автомобілів на початку 1980-х. Першим автомобілем, який використовував M20B27, був BMW 528e американського ринку в 1982 році. Ступінь стиснення американської версії M20B27ME становив 9,0:1 у порівнянні з 11,0:1 для автомобілів, що продаються в інших країнах.
У 1985 році M20B27ME  було представлено версію E, яка збільшила вихідну потужність до 95 кВт (127 к.с.), незважаючи на нижчий ступінь стиснення 10,3:1.
Наприкінці 1987 року систему вприскування палива було оновлено до Motronic 1.3 на ринку США пластиковий бампер 325e і 528e 'Super Eta', головка блоку циліндрів змінена на версію "885", ступінь стиснення зменшено до 8,5 :1, а червона зона зросла до 5200 об/хв. Вихідна потужність зросла до 95 кВт (127 к.с.) при 4800 об/хв.
На початку 1990-х років BMW у Південній Африці використовувала компоненти від Alpina C3 2.7 для виробництва E30 спеціально для гоночних автомобілів Stannic Group N. Перша ітерація цього двигуна, використаного в E30 325iS, дала 145 кВт (194 к.с.) і друга версія, яку часто називають "Evo2" або на табличці VIN як "HP2", випустила 155 кВт (208 к.с.) Механічна.
Застосування:
- 1982 – 1987 E30 3 серії 325e, 325e
- 1982 – 1988 E28 5 Series 525e (у Північній Америці називається 528e)
- 1989 – 1992 E30 3 серії 325iS (доступний лише в Південній Африці)
- 1989 – 1992 Bertone Freeclimber (Freeclimber I)